# Fringilla montifringilla
La peppola (Fringilla montifringilla Linnaeus, 1758) è un uccello passeriforme della famiglia dei Fringillidi.

## Etimologia
Il nome scientifico della specie, montifringilla, deriva dall'unione delle parole latine mons, "montagna", e fringilla, "fringuello", con il significato di "fringuello di montagna", in virtù dell'associazione di questi uccelli ai climi freddi.

## Descrizione

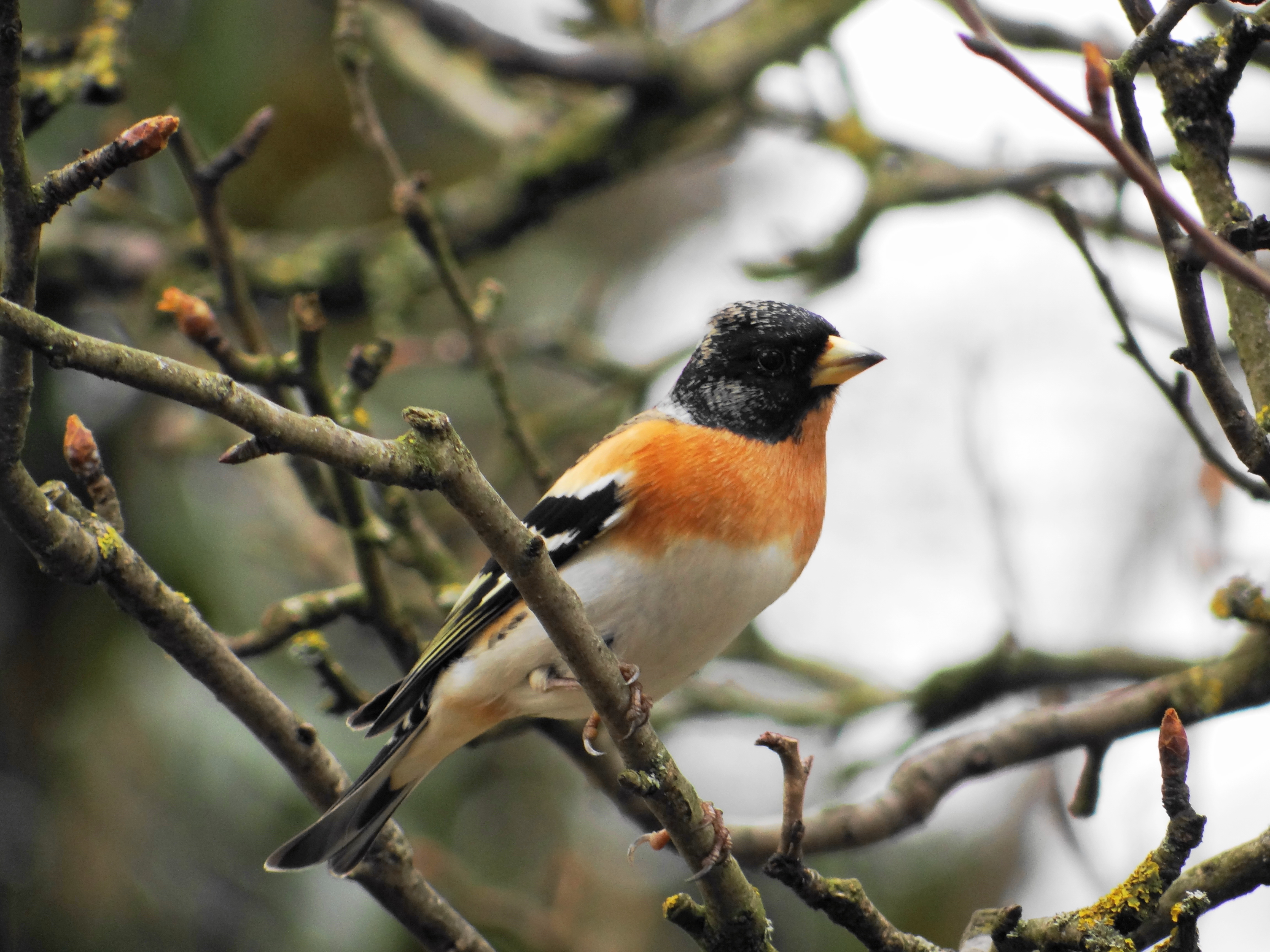
Maschio in natura.

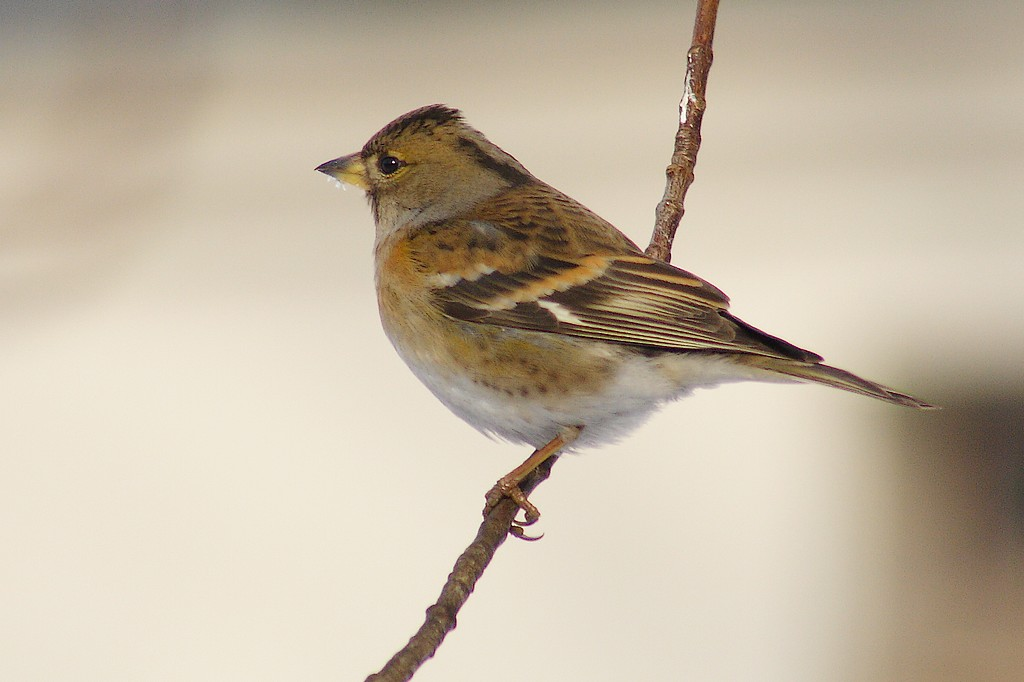
Femmina in Polonia.

### Dimensioni
Misura 14–16 cm di lunghezza, per un peso di 17-30 g.

### Aspetto
L'aspetto è simile nel complesso a quello degli altri fringuelli, sebbene più massiccio.

La livrea è molto distintiva e presenta dicromatismo sessuale: i maschi, durante il periodo riproduttivo, mostrano testa nera, dorso, ali e coda dello stesso colore (con le singole penne che però appaiono orlate di bruno sul dorso e di rossiccio su ali e coda, con presenza sulle prime anche delle caratteristiche barrature che negli altri fringuelli appaiono di colore bianco), sottocoda, sottoala e basso ventre bianchi, gola, petto, scapole e fianchi rossicci (questi ultimi con maculatura nera). Le femmine, invece, presentano il nero dei maschi sostituito dal bruno ed il rosso dal biancastro, con le scapole di colore grigio e le orlature delle penne alari di colore bruno. In ambedue i sessi gli occhi sono bruno-nerastri e le zampe di colore carnicino, mentre il becco è giallo e diventa nero nei maschi in amore. Durante l'inverno, la colorazione diviene più pallida e smorta, specialmente nei maschi.

## Biologia

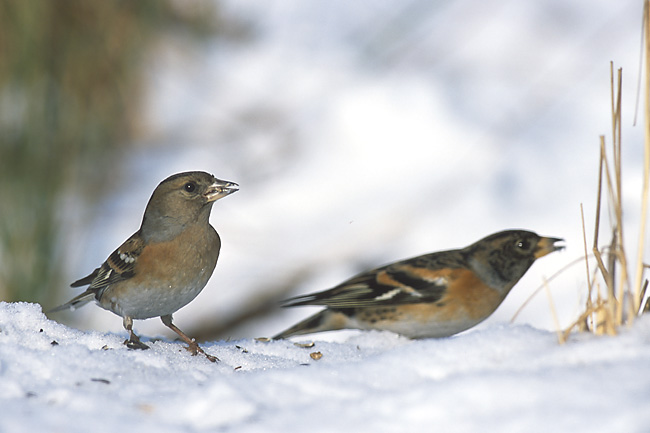
Coppia in Polonia: maschio a destra.

La peppola è un uccello dalle abitudini diurne, all'infuori del periodo riproduttivo passa la maggior parte del tempo spostandosi alla ricerca di cibo in stormi che contano anche diverse centinaia d'individui, talvolta in associazione con altri passeriformi come gli affini fringuelli, gli zigoli e le allodole.
Il  è formato dalla continua ripetizione di due note ronzanti, mentre il canto è flautato e più melodioso.

### Alimentazione

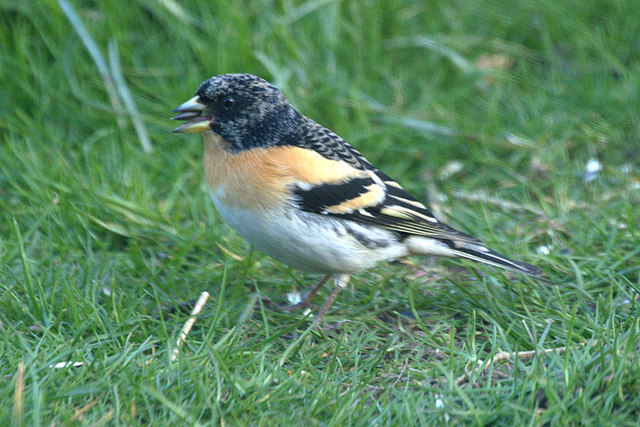
Maschio si alimenta al suolo a Baltasound.

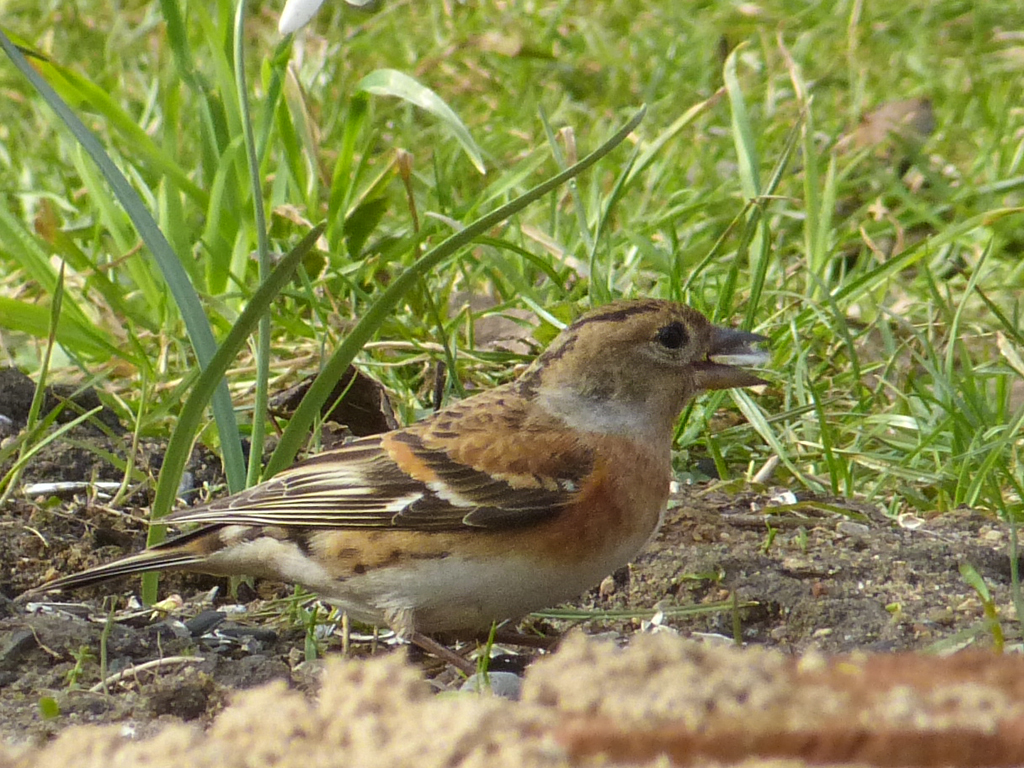
Femmina si alimenta al suolo nel Meclemburgo.

La dieta della peppola è piuttosto variata e generalista: essa si compone perlopiù di semi, granaglie, bacche ed invertebrati, in special modo farfalle e coleotteri. In caso di cibo di origine animale, questi uccelli sembrerebbero mostrarsi piuttosto selettivi riguardo alle dimensioni del cibo, tendendo a scegliere adulti sotto i 6 mm e larve sotto i 20 mm di taglia massima. Durante l'inverno la componente vegetale risulta comprensibilmente preponderante su quella animale, mentre d'estate esse tendono più o meno ad equivalersi.

### Riproduzione
Il periodo riproduttivo va da maggio ai primi di agosto: i maschi attirano la propria compagna cantando, e le coppie si appartano dagli stormi divenendo piuttosto territoriali durante le cure parentali.

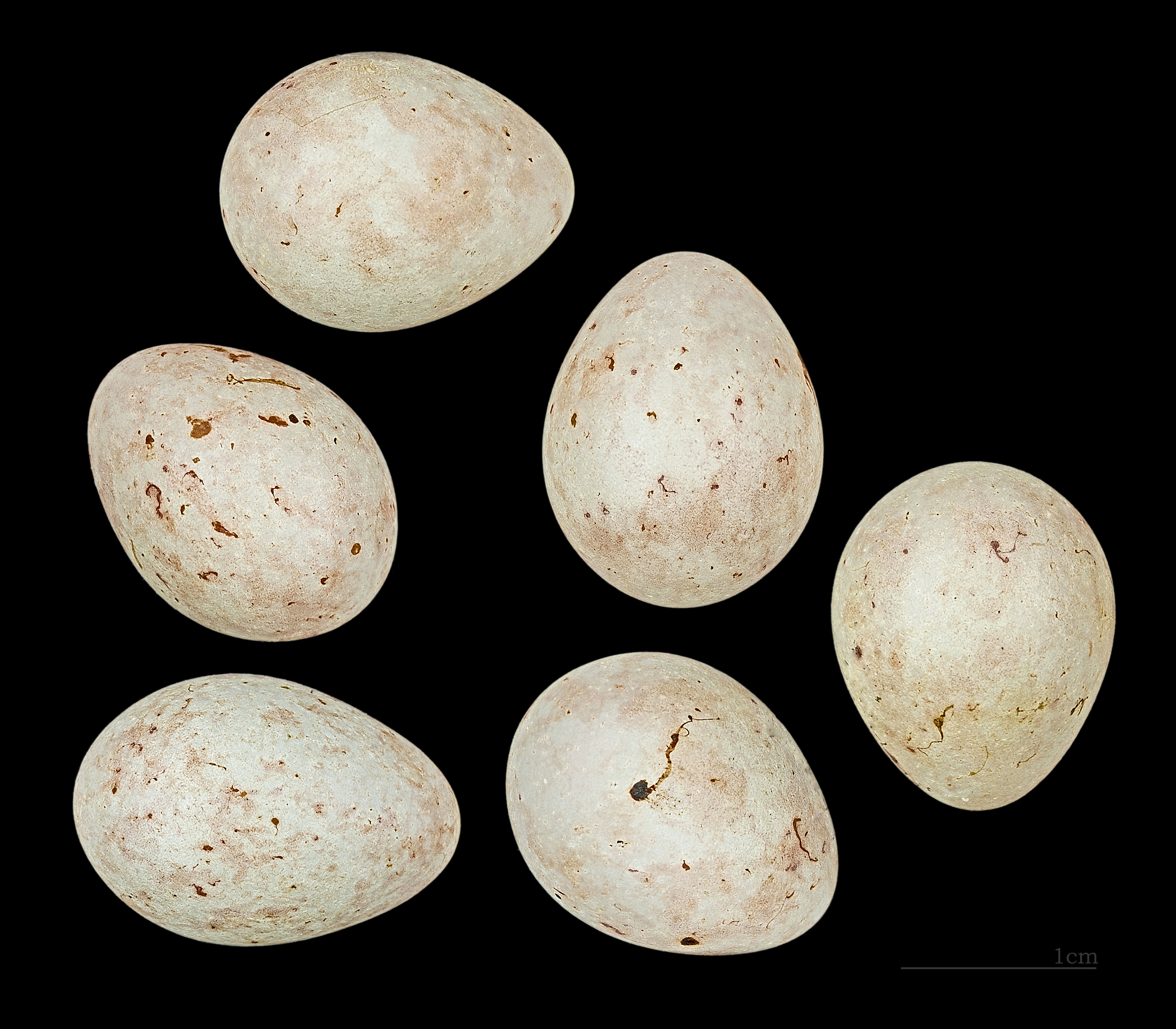
Uova al Museo di storia naturale di Tolosa.

Il nido, a forma di coppa, viene costruito dalla sola femmina intrecciando fibre vegetali alla biforcazione di un ramo a 3–5 m di altezza, e foderandone l'interno con materiale più morbido: al suo interno, essa depone 4-9 uova che provvede a covare da sola (col maschio che si occupa di procacciare il nutrimento e tenere d'occhio i paraggi, scacciando energicamente eventuali intrusi) per due settimane. I pulli, ciechi ed implumi alla nascita, vengono imbeccati da ambedue i genitori utilizzando quasi esclusivamente cibo di origine animale (aspetto caratterizzante del genere Fringilla, al quale la peppola appartiene): essi sono in grado d'involarsi attorno ai 12 giorni dalla schiusa, sebbene tendano a rimanere nei pressi del nido ancora per qualche giorno prima di allontanarsene.

## Distribuzione e habitat

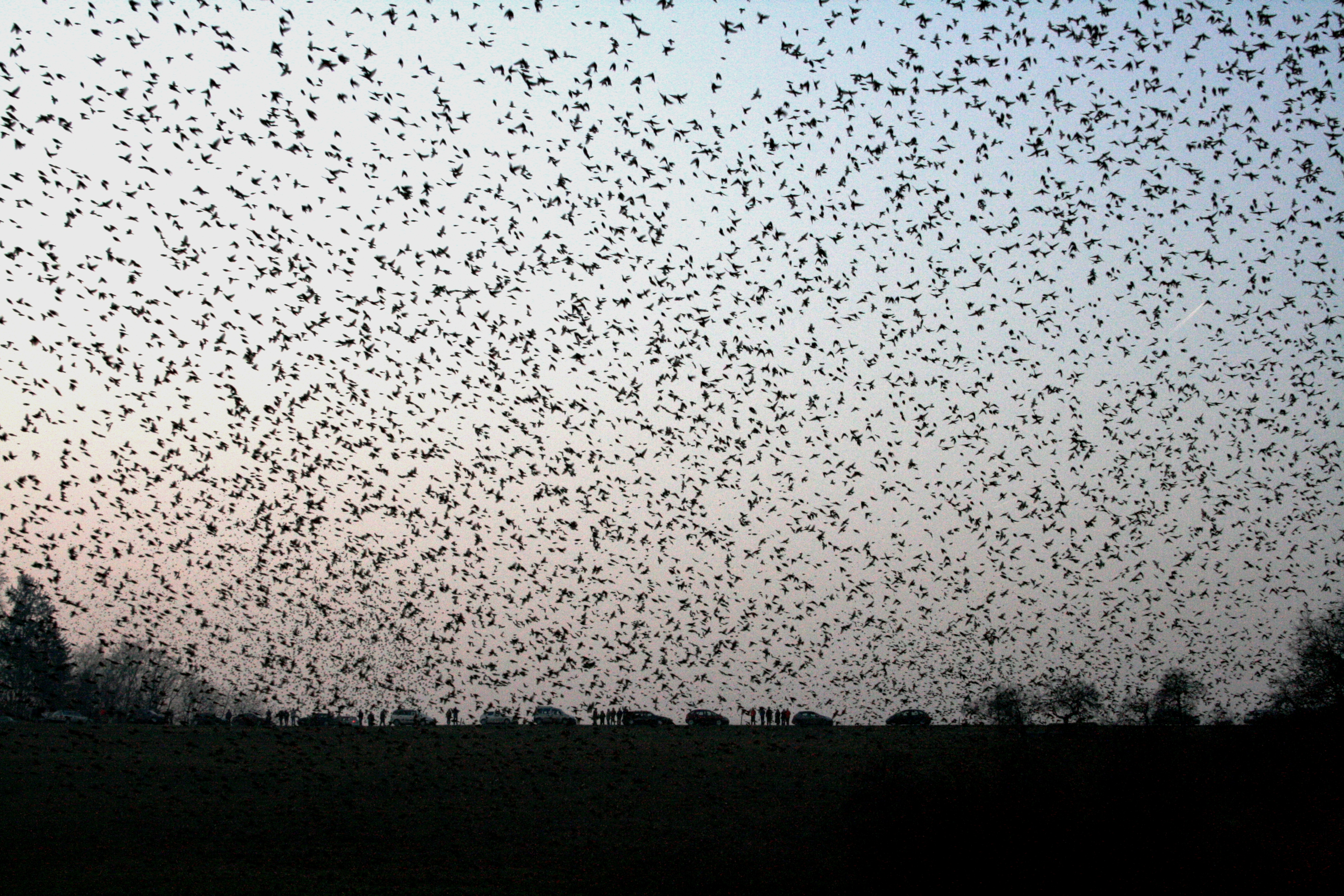
Stormo di peppole in Stiria.

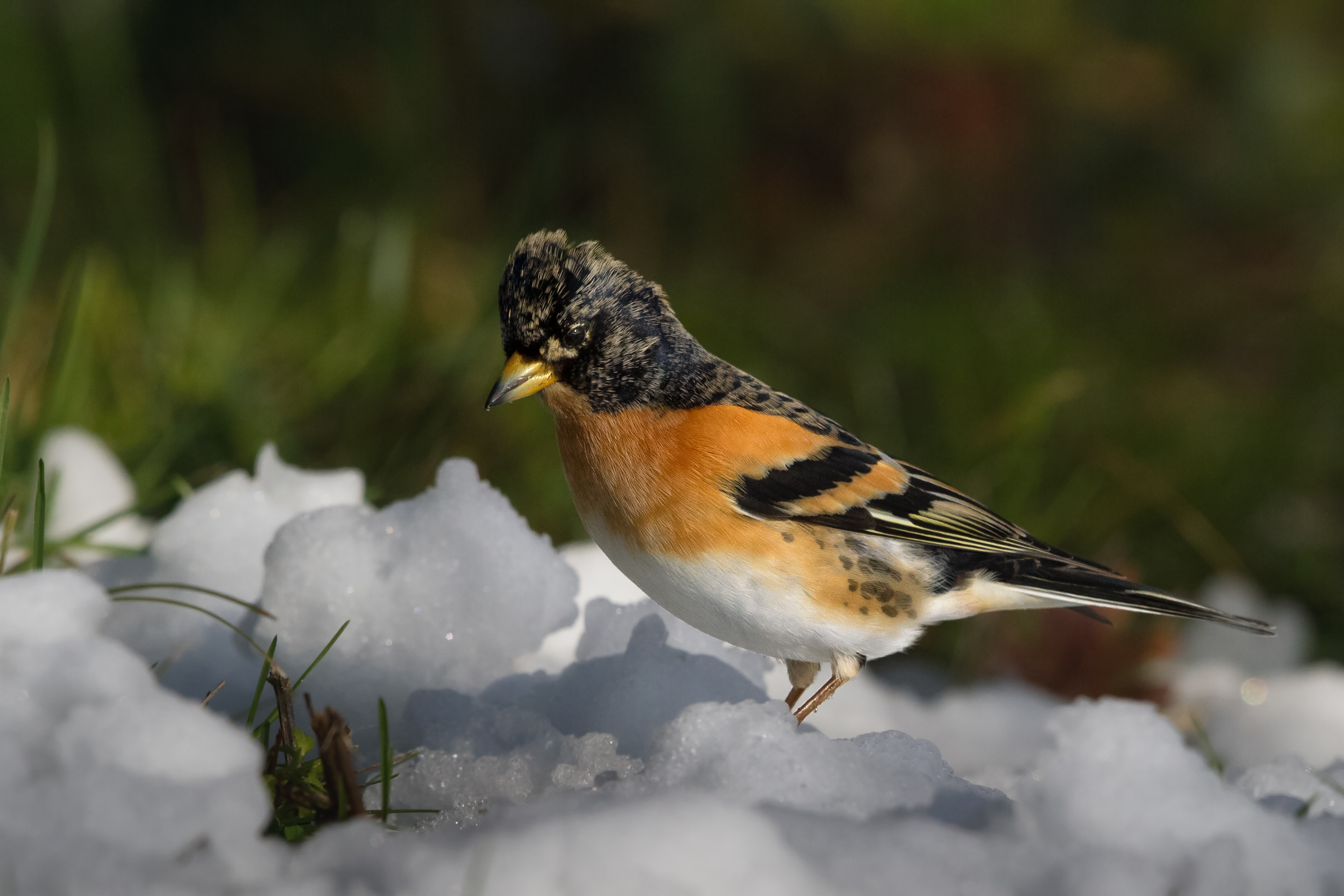
Maschio nella neve.

La peppola occupa un areale estremamente vasto, che occupa gran parte dell'ecozona paleartica e, trattandosi di una specie migratoria, si può suddividere in aree di svernamento ed aree di riproduzione. Le prime comprendono praticamente tutta l'Europa, i monti dell'Atlante in Nordafrica, un'ampia fascia dell'Asia centro-meridionale che va dalla penisola anatolica al Nepal, la fascia costiera della Cina (dalla penisola coreana all'alto corso del Fiume Azzurro) e il Giappone: le seconde comprendono invece un'ampia porzione dell'emisfero boreale che va dalla penisola scandinava alla Kamčatka. In Italia l'uccello è visitatore invernale noto per non visitare gli stessi siti tutti gli anni, tuttavia sono stati segnalati rari casi di nidificazione sulle Alpi. Di tanto in tanto, esemplari isolati vengono avvistati o catturati in Nord America, specialmente nel nord-ovest del continente.
L'habitat di questi uccelli è rappresentato dalle aree boschive, sia a conifere che a latifoglie, con presenza di radure o spazi aperti e di fonti d'acqua dolce: in special modo durante le migrazioni, essi sembrerebbero strettamente legati alla presenza di faggi e betulle, in corrispondenza dei quali scelgono di fermarsi.